# Рашка област (Краљевина СХС)
Рашка област је била административна јединица у саставу Краљевине Срба, Хрвата и Словенаца. Постојала је од 1922. до 1929. године. Њен административни центар је био Чачак.

## Опис
Површина Рашке области је била 8.435 km2 са 264.803 становника, што даје густину становника од 31 на km2.
Мање целине су, на северу, Драгачево, Надибар и Подибар. Главна река је Ибар, са притокама Студеницом (левом) и Јошаницом (десном). Захваћен је и слив горњег Белог Дрима и горње Западне Мораве, у коју се Ибар улива. У јужном делу су Пештер и Сјеница, висока пространа травна поља; Мокра гора је висока шумовита планина, низина има у северном крају Косова, око доње Ситнице, у Новопазарском пољу и нешто око Ибра.
Високи планински крајеви на југу имају богате пашњаке, па се становништво бави сточарством и израђују сир, кајмак и друге млечне производе - најчувенији су са Пештера и Сјенице. У Поморављу и нижим крајевима, нпр. око Чачка и Краљева, практикује се земљорадња, успевају све врсте жита и поврћа.
Рудног блага има на огранцима Копаоника до изнад Вучитрна, на Рогозни изнад Бањске и код Глухавице у новопазарском Пољу.

## Административна подела
Област је настала спајањем срезова Чачанског, Рашког (Нови Пазар) и Звечанског (Косовска Митровица).
Садржавала је срезове:
- Вучитрнски
- Дежевски (Нови Пазар)
- Драгачевски (Гуча)
- Дренички (Лауша)
- Жички (Краљево)
- Митровички
- Моравички (Ивањица)
- Трнавски (Чачак)
- Сјенички
- Студенички (Рашка)
- Штавички (Тутин)

Након увођења бановина 1929:
- Ивањица, Рашка, Сјеница, Нови Пазар, Тутин и Митровица припадају Зетској бановини,
- Краљево и Вучитрн Моравској; Лауша, одн. Србица, Моравској, касније Зетској.
- Чачак и Гуча Дринској.